# بوطیقای شعر نو
ب‍وطی‍ق‍ای ش‍ع‍ر ن‍و: ن‍گ‍اه‍ی دی‍گ‍ر ب‍ه ن‍ظری‍ه و ش‍ع‍ر ن‍ی‍م‍ا ی‍وش‍ی‍ج نام کتابی است از منتقد معاصر ایران، شاپور جورکش.
این کتاب معروف‌ترین اثر جورکش است و به اعتقاد بسیاری از صاحبنظران «بوطیقای شعرنو» یکی از بهترین کتاب‌هایی است که در مورد نیما و شعر او نوشته شده است.
این کتاب از آثار انتقادی درباره شعر نیمایی است. جورکش در این کتاب تفاوت اصلی جهان‌بینی نیما یوشیج را با شاگردان و پیروان او بازگویی می‌کند. جورکش معتقد است که کسی شعر نیمایی و دامنه میدان دید تازه او را نفهمیده است، زیرا غیر از سخت خوانی آثار نیما، فهم نوشته‌هایش هم سخت است.

## محتوای کتاب
«بوطیقای شعر نو» در پی پاسخ به پرسش‌هایی است مانند اینکه آیا نیما را شناخته‌ایم؟ منظور نیما از شعر نو چه بود؟ شعر نو را چه مؤلفه‌هایی تعیین می‌کند؟ بحران شعر معاصر از کجا سرچشمه می‌گیرد؟ و نیما چه راه‌حلی برای آن پیشنهاد می‌کند؟ 
جورکش معتقد است بحران کنونی شعر ایران، همان بحرانی است که نیما پنجاه سال پیش شناسایی کرد و به عنوان راه‌حل گام به گام برای گذر دادن هنر ملی از این «راه‌کور»، شعر نو را پیشنهاد کرد و کالبد شعر سنتی را بر مبنای اصول دموکراتیک به شعر نیمایی تبدیل کرد. 
فصل اول «بوطیقای شعر نو» به مبحث مؤلفه‌های شعر نو اختصاص دارد و نظرات مختلف را بررسی می‌کند و به منظور نیما از دو واژه‌ی «سوبژکتیویته» و «ابژکتویته» می‌پردازد. فصل دوم به عناصر محوری بوطیقای نیما و مؤلفه‌های «میدان دید تازه‌ی» و عناصر محوری شعرهایی از نیما که دارای ویژگی‌هایی مشترکند، می‌پردازد. عناصر محوری بوطیقای نیما عبارتند از: استغراق، ابژکتیویته ـ سوبژکتیویته، وصف و روایت. فصل پنجم به سه پیرو نیما یعنی میرزاده عشقی، احمد شاملو و مهدی اخوان ثالث می‌پردازد. فصل ششم «پی‌جویی دستاوردهای نیما» در گفتگو با منوچهر آتشی و م.آزاد است.
جورکش معتقد است است نیما بارها گفته اصل فرم است نه معنا.
شاپور جورکش می‌گوید ویرایش جدید کتابش در زمینه‌هایی مانند تاثیر گرفتن نیما از منظومه‌های نظامی گنجوی نیاز به تجدید نظر دارد. او می‌گوید «در کتاب آمده نیما مستقیماً تحت تأثیر ادبیات فرانسه این تئوری‌ها و نظریه‌ها را به دست می‌آورد. بعد با توجه به تأکیدهایی که نیما روی خوانش منظومه‌های نظامی داشت، دیدم دقیقاً حرف او درست است او از نظامی سرخط گرفته و جایگزین کردن «او» به جای راوی متکلم وحده را بیشتر مدیون آثار نظامی است تا آثار فرانسوی. این گفتمان دیالوگی را که در واقع زاویه دید «من» را به منظر دیگر باوری و جانشین کردن «او» را نیما دقیقاً از آثار استاد گنجه می‌گیرد»

## مشخصات چاپ
کتاب «بوطیقای شعر نو» با مشخصات زیر به چاپ رسیده‌است:
- ج‍ورک‍ش، ش‍اپ‍ور، ب‍وطی‍ق‍ای ش‍ع‍ر ن‍و: ن‍گ‍اه‍ی دی‍گ‍ر ب‍ه ن‍ظری‍ه و ش‍ع‍ر ن‍ی‍م‍ا ی‍وش‍ی‍ج، ت‍ه‍ران: ق‍ق‍ن‍وس، ۱۳۸۳، چاپ دوم: ۱۳۸۵، چاپ چهارم: ۱۳۹۳.